# Sergey Sokolov
Sergey Sokolov (russisch Сергей Вадимович Соколов „Sergei Wadimowitsch Sokolow“, * 12. März 1977 in Stawropol) ist ein ehemaliger aserbaidschanischer Fußballspieler. Der Abwehrspieler war aserbaidschanischer Nationalspieler.
Er begann seine Karriere beim FC Lokomotive Mineralnyje Wody, mit dem er 1997 von der dritten in die zweite russische Liga aufstieg. Später spielte er bei Kavkaztransgaz Izobilny und Okean Nachodka. 2004 wechselte er zum PFK Kjapas in die aserbaidschanische Top Liga. Anfang 2006 ging er zum FK Qarabağ Ağdam, mit dem er den aserbaidschanischen Pokal gewann. Von 2008 bis 2010 stand er beim PFK Simurq Zaqatala unter Vertrag. Dann wechselte er zum FK Qəbələ, wo er 2012 seine Karriere beendete.
Sokolov wurde 2006 siebenmal in die aserbaidschanische Nationalmannschaft berufen. Nach dem EM-Qualifikationsspiel gegen Belgien im Oktober 2006 wurde er bei der Dopingkontrolle positiv auf Betamethason getestet und für 18 Monate gesperrt.